# Noorullah Noori
Norullah Noori est un mollah et un haut responsable des taliban. Il a notamment été gouverneur de la province de Balkh à l'époque de l'émirat islamique d'Afghanistan. Il a été retenu prisonnier par les États-Unis au camp de Guantánamo, à Cuba, de 2002 à 2014,. Il est listé par le Comité du Conseil de sécurité créé par la résolution 1267 (1999) concernant Al-Qaida, les Taliban et les personnes et entités qui leur sont associées des Nations unies depuis 2001.